# Gaspare Monaco La Valletta
Gaspare Monaco La Valletta (Chieti, 13 giugno 1819 – Chieti, 24 agosto 1881) è stato un politico italiano.
Figlio di Domenico Monaco La Valletta, di nobile famiglia napoletana, discendente dal Gran Maestro dell'Ordine di Malta fondatore dell'omonima città di La Valletta, e di Maria Maddalena de Felice Humani, di nobile famiglia teatina, fu il primo di cinque figli (in ordine di età) prima di Concetta, Raffaele, Maria e Francesco. Suo fratello Raffaele Monaco La Valletta fu cardinale. A seguito della inaspettata morte del padre, la madre, rimasta vedova con i cinque figli a carico, decise di ritornare nel suo palazzo de Felice Humani (quindi Monaco La Valletta e Lepri), adiacente alla chiesa della SS. Trinità in Chieti con i figli. Egli fu nominato Senatore del Regno d'Italia il 13 marzo 1864 e fu anche Consigliere Provinciale di Chieti. Sposò in Napoli Donna Giulia dei Marchesi Caravita dei Principi di Sirignano dalla quale ebbe un figlio nato infelice e due figlie con le quali si estinse la linea maschile della famiglia. Sua figlia Maddalena sposò il marchese Carlo Lepri, marchese di Rota, ai cui figli passarono i beni di casa Monaco La Valletta.